# 邢慧敏
邢慧敏（英語：Sharon Ying Wai Man，1994年10月14日—），是香港女性模特兒、YouTuber女演員，屬種星堂旗下，亦為2022年度香港小姐競選的「友誼小姐」得主，現時是無綫電視女藝人。

## 背景
邢慧敏在香港出生，2019年香港城市大學市場營銷學系畢業，之後加入種星堂任全職模特兒。
2022年，邢慧敏參選2022香港小姐，最後大熱倒灶，十強不入，僅獲友誼小姐，後加入無綫電視成為該台藝員。

## 演出

### 節目演出（無綫電視）
- 2022年：《2022年度香港小姐競選》入圍佳麗、友誼小姐得主
- 2023年：《不可能任務》
- 2023年：《星光熠熠耀保良》[2]
- 2023年：《歡樂滿東華2023》[3]

### 電視劇
| 首播     | 劇名                   | 角色              | 性質     |
| 無綫電視 |                        |                   |          |
| 2024年   | 法證先鋒6 倖存者的救贖 | 關雪兒（Shirley） | 單元角色 |
| 2025年   | 刑偵12                 | Sherry            | 單元角色 |

## 外部連結
- 邢慧敏的Facebook專頁
- 邢慧敏的Instagram帳戶
- 2022香港小姐競選 - 13號　邢慧敏 Sharon Ying - 佳麗檔案 - tvb.com （页面存档备份，存于）

| 前任： 邵 初 | 香港小姐競選友誼小姐 2022年 | 繼任： 姜依宁 |